# Председатель Европейской комиссии
Председатель Европейской комиссии — глава Европейской комиссии, исполнительного органа власти Европейского союза. Председатель контролирует всю исполнительную власть, её членов и Европейский гражданский сервис. Комиссия проектирует новые законы и рассматривает их на примере ежедневной жизни союза (опираясь на бюджет и принимает решения). Комиссия также представляет ЕС в таких организациях, как Всемирная торговая организация и G7.
Председатель формально назначается министерством Совета Европейского союза (на практике, Европейским советом — главами государств-членов) каждые пять лет, и его кандидатура одобряется Европейским парламентом. Председатель имеет несколько заместителей, назначает других Европейских комиссаров по согласованию со странами — членами ЕС. После этого он передаёт обязанности каждому из них. До момента принятия ими всех дел они обязаны выступить перед Европарламентом и получить его одобрение.

## Председатели Еврокомиссии
|     | Персона                            | Государство    | Срок                  | Партия                                    |
| --- | ---------------------------------- | -------------- | --------------------- | ----------------------------------------- |
| 1.  | Вальтер Хальштейн (1901—1982)      | ФРГ            | 1958—1967             | ХДС                                       |
| 2.  | Жан Рей (1902—1983)                | Бельгия        | 1967—1970             | Партия свободы и прогресса                |
| 3.  | Франко Мария Мальфатти (1927—1991) | Италия         | 1970—1972             | Христианско-демократическая партия        |
| 4.  | Сикко Мансхольт (1908—1995)        | Нидерланды     | 1972—1973             | Партия труда                              |
| 5.  | Франсуа-Ксавье Ортоли (1925—2007)  | Франция        | 1973—1977             | Союз демократов в поддержку республики    |
| 6.  | Рой Дженкинс (1920—2003)           | Великобритания | 1977—1981             | Лейбористская партия                      |
| 7.  | Гастон Торн (1928—2007)            | Люксембург     | 1981—1985             | Демократическая партия                    |
| 8.  | Жак Делор (1925—2023)              | Франция        | 1985—1995             | Социалистическая партия                   |
| 9.  | Жак Сантер (род. 1937)             | Люксембург     | 1995—1999             | Христианско-социальная народная партия    |
| —   | Мануэль Марин (1949—2017)          | Испания        | март — сентябрь 1999  | Испанская социалистическая рабочая партия |
| 10. | Романо Проди (род. 1939)           | Италия         | 1999—2004             | Демократы                                 |
| 11. | Жозе Мануэл Баррозу (род. 1956)    | Португалия     | 2004—2014             | Социал-демократическая партия             |
| 12. | Жан-Клод Юнкер (род. 1954)         | Люксембург     | 2014—2019             | Христианско-социальная народная партия    |
| 13. | Урсула фон дер Ляйен (род. 1958)   | Германия       | с 1 декабря 2019 года | ХДС                                       |